# Folkloristika
Folkloristika je skup znanstvenih disciplina interdisciplinarno povezanih folklorom kao predmetom istraživanja; u užem smislu znanost o verbalnim oblicima folklora. U sklopu folkloristike proučavaju se usmena i pučka književnost (znanost o književnosti), folklorna glazba (etnomuzikologija), folklorni ples (etnokoreologija), folklorno kazalište (etnoteatrologija), folklorni likovni izraz (povijest umjetnosti) te narodni običaji i obredi (etnologija).

## Povijest
Zanimanje za život i književno stvaralaštvo nižih staleža javilo se u Europi već u kasnom srednjem vijeku (žanr pastorale), nastavilo se stvaranjem mita o dobrome divljaku (nakon 1492.) i uočavanjem narodnog pjesništva domaćeg puka (Michel de Montaigne u 16. stoljeću, u nas Petar Hektorović). U 18. stoljeću u Engleskoj i Škotskoj nastale su zbirke pjesama – najpoznatije su one Jamesa Macphersona (1760.) i Thomasa Percyja (1765.) – i stvorena je predromantička koncepcija o starim baladama kao izvorištu narodne povijesti i tradicije. Toj je ideji u nas blisko djelo Andrije Kačića Miošića (Razgovor ugodni naroda slovinskoga, 1756.). Herderove Pučke pjesme (1778.) uključile su pjesme mnogih naroda (i Asanaginicu u Fortisovu zapisu iz Dalmacije), a Dječje i obiteljske bajke braće Grimm (I, 1812. i II, 1814.) utjelovile su romantički ideal kolektivnoga narodnog pjesništva koje izvire iz duše naroda.
Folkloristika se formirala u romantizmu i obilježena je višeznačnom kovanicom Williama Thomsa folklore (1846.). U 19. i 20. stoljeću dijelila je sudbinu humanistike, razvijajući se kroz mijene znanstvenih paradigmi. Nazivak folklor obojen je prošlošću pa je folkloristika dugo bila povijesno i skupljački usmjerena, želeći spasiti od zaborava prežitke idealizirane starine. Europskom je građanstvu u borbi za vlast odgovaralo povijesno glorificiranje puka. Baveći se folklorom kao spojem romantičarskih ideja naroda i umjetnosti, folkloristika je sudjelovala u stvaranju modernih nacija u duhu ideje o duši naroda, naglašavajući arhaične aspekte tradicija, otkrivajući drevne mitološke korijene i izvorno značenje.
Pojmovi narod i folklor proizvod su modernog društva. Folkloristika se razvijala kao tihi drugi moderne, preuzevši od nje binarne opozicije estetike i etike, objektivnosti i subjektivnosti, izvornosti i neizvornosti, dominante i manjine, globalnoga i lokalnoga, tradicije i suvremenosti, seoskoga i gradskoga, zajedničkoga i pojedinačnoga, naroda i gospode. Mitološke, poredbene, migracijske i slične teorije koje su se u 19. stoljeću bavile podrijetlom bajki objašnjavale su simbole u motivima i slikama, često zapostavljajući kulturno okruženje i cjelinu priče. Na tim iskustvima nastala je početkom 20. stoljeća zemljopisno-povijesna metoda tzv. finske škole. Julius Krohn je egzaktnom usporedbom inačica utvrđivao zavičaj i praoblik pojedinih pjesama epa Kalevala. Metodu je Kaarle Krohn primijenio na prozu, što je rezultiralo prvim izdanjem međunarodnoga kataloga tipova pripovijedaka (A. Aarne, 1910.). Mnogobrojni katalozi nastali prema tome uzorku i danas su u uporabi. Nasuprot migracijskoj orijentaciji finske škole, poredbena istraživanja junačke epike u 20. stoljeću više su se bavila općim obilježjima žanra (C. M. Bowra), podrijetlom žanra (Vladimir Jakovljevič Propp, Jeleazar Moisejevič Meletinskij), uzajamnim utjecajima kroz povijest (Viktor Maksimovič Žirmunskij) te tipološkim poredbama različitih epskih tradicija (B. N. Putilov).
Već od 19. stoljeća postoji zanimanje za način postojanja usmene književne tradicije u društvu i za tehniku usmenoga stvaranja, ali teorijski pomak prema istraživanjima strukture i funkcioniranja folklora ostvaren je tek u knjizi (zakašnjela utjecaja) Morfologija bajke (V. J. Propp, 1928.) te u članku R. Jakobsona i P. G. Bogatirjova Folklor kao naročit oblik stvaralaštva (1929.), koji ističe razlike u načinu postojanja literarnih i folklornih tvorevina. Djelo postoji kao folklorno tek u obliku u kojem ga zajednica prihvati. Ideja kolektivnog stvaranja zamijenjena je idejom kolektivnog prihvaćanja, preventivne cenzure zajednice. Poput jezika, folklorno djelo potencijalno postoji izvan pojedinca kao kompleks normi i poticaja, podloga koju izvođači oživljuju individualnim stvaralaštvom. Autori se zauzimaju za sinkronijsku folkloristiku te za istraživanje aktualnog repertoara ne samo etnografskih i geografskih skupina nego i onih koje se određuju po spolu, dobi ili profesiji.
Istraživanja južnoslavenske usmene epike M. Parryja i A. Lorda urodila su knjigom Pjevač priča (Lord, 1960.) i studijama u kojima se usmeni značaj Homerovih djela argumentirao tehnikom pravljenja stihova uz pomoć formula (kao ritmičkih i sintaktičkih modela). Najpotpuniji pregled folkloristike do polovice 20. stoljeća dao je G. Cocchiara u knjizi Povijest folklora u Europi (1971.).
U drugoj polovici 20. stoljeća folkloristika je otvoreno napustila povijesnu orijentaciju. Kritika pojma narod (H. Bausinger) te isticanje usmenosti kao načina postojanja i prenošenja folklora (u nas Maja Bošković-Stulli) najavili su kontekstualnu folkloristiku koja folklor redefinira kao izravnu umjetničku komunikaciju u malim skupinama (D. Ben-Amos, K. V. Čistov i dr.). Folklor je komunikacijski proces, umjetnički čin izvedbe (performance) gdje nema razlike između procesa i proizvoda. Manifest je kontekstualizma zbornik Prema novim perspektivama u folkloru (urednici A. Paredes i R. Bauman, 1972). Pojam kontekst uveo je u folkloristiku već 1930-ih B. Malinowski razlikujući kontekst kulture i kontekst situacije, a analitičke razine teksture, teksta i konteksta uveo je A. Dundes u studiji Tekstura, tekst i kontekst. Kontekstualna analiza ne objašnjava folklor: ona ga interpretira, tražeći prije značenja nego uzroke (L. Honko, Folklorističke studije o značenju: uvod, 1986). Ta su shvaćanja potaknula istraživanje folklora današnjice u različitim društvenim skupinama te novih folklornih žanrova.
Folkloristika na pragu novog tisućljeća ispituje teorijske, socijalne i političke temelje svojega sudjelovanja u stvaranju moderne kulture i društva (A. Shuman i C. Briggs, urednici, Teorija folklora: prema novim perspektivama u kulturnoj politici, 1993), iznova aktualizira povijest (i vlastitu), zapaža proces tradicionalizacije (identificiranja aspekata prošlosti kao važnih za sadašnjost te izmišljanja tradicije – E. Hobsbawm i T. Ranger, Izmišljanje tradicije, 1983). Upitni su istraživačka pozicija folkloristike (s obzirom na naciju, stalež i spol) te pojmovi prirodnoga konteksta i autentične izvedbe, nestaju granice folklora i folklorizma. Kriterij usmenosti zakazao je u analizi izvedbe i neverbalnih sastavnica folklora. Izdvajanje umjetničke komunikacije u malim skupinama previdjelo je globalne probleme. Otkrivaju se društvene konstrukcije temeljnih pojmova i okvira struke – pa i kategorije umjetničkoga u folkloru.
Sustavna folkloristička djelatnost u nas počela je pozivom Matice Hrvatske (1877) i Osnovom A. Radića (1897). Građa je tiskana u Zborniku za narodni život i običaje (1892. do danas) i u 10 svezaka zbirke Hrvatske narodne pjesme (1896–1942). U Zagrebu od 1948. djeluje Institut za etnologiju i folkloristiku. Rezultati istraživanja objavljuju se u časopisu Narodna umjetnost i drugim publikacijama.

## Vanjske poveznice
- LZMK /Proleksis enciklopedija: folkloristika
- Institut za etnologiju i folkloristiku u Zagrebu
- Portal Hrčak – Narodna umjetnost: hrvatski časopis za etnologiju i folkloristiku
- Ivan Lozica: »Metateorija u folkloristici i filozofija umjetnosti«, u: Narodna umjetnost (1979.), knjiga 16